# Ángel Rafael Orihuela
Ángel Rafael Orihuela ( 7 de octubre de 1944) es un médico cirujano, investigador y político venezolano.

## Biografía
Ángel Orihuela se graduó en 1972 en ciencias médicas en la Universidad Central de Venezuela y luego hizo un posgrado en medicina tropical en la Universidad de São Paulo, Brasil, trabajando de regreso a Venezuela como investigador en medicina tropical en los laboratorios de Félix Pifano. Casado con Gladys de Orihuela, también médico y especializada en pediatría.

## Ministro de Salud
Entre 1992 y 1993 Orihuela ocupó el cargo de ministro de Sanidad y Asistencia Social, durante el segundo gobierno de Carlos Andrés Pérez y el breve período del presidente interino Octavio Lepage, después de la destitución de Pérez. Orihuela también fue director del Hospital Universitario de Caracas.